# Лучегорськ
Лучего́рськ (рос. Лучегорск) — селище міського типу, адміністративний центр Пожарського району, Приморський край, Росія. Розташоване на березі річки Контровід. Найбільше селище міського типу Далекого Сходу Росії.
Лучегорськ перебуває в часовому поясі Vladivostok Time Zone (VLAT/VLAST, MSK+7).
Населення: 20 211 (2013), 19 720 (2015).
Дата заснування — 1966 рік.

## Галерея

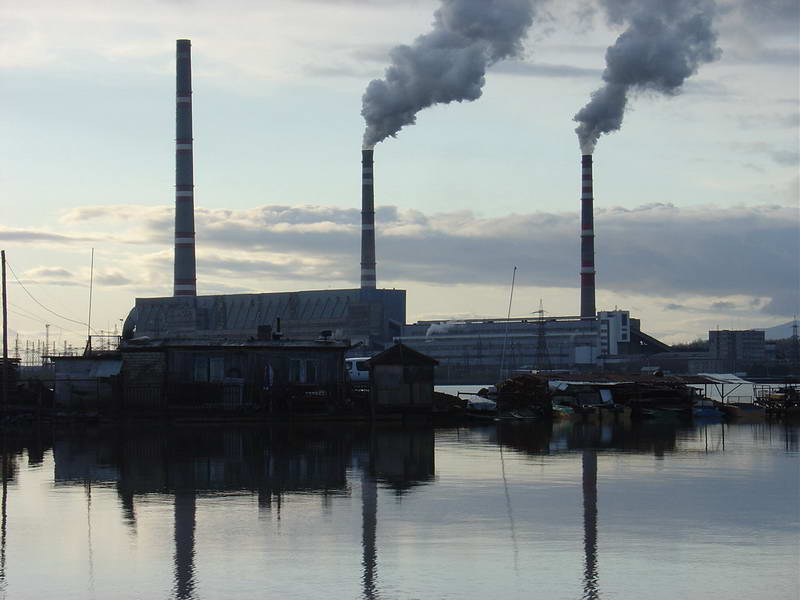